# Leutascher Ache
Leutascher Ache är ett vattendrag i Österrike, på gränsen till Tyskland. Det ligger i den västra delen av landet, 400 km väster om huvudstaden Wien.
I omgivningarna runt Leutascher Ache växer i huvudsak barrskog. Runt Leutascher Ache är det ganska tätbefolkat, med 80 invånare per kvadratkilometer.